# Golfe Singitique
Le golfe Singitique (en grec moderne : Σιγγιτικός κόλπος, Singitikós Kólpos) est un golfe de la mer Égée situé en Chalcidique et qui sépare les péninsules de Sithonie et de l'Aktè. 
Il tire son nom de la cité antique de Singos (de) mais du fait de sa situation en face du mont Athos, il est aussi nommé golfe de Monte-santo ou golfe du mont Athos.

## Géographie
Le golfe Singitique s'étend sur 48 kilomètres de longueur pour 24 kilomètres de largeur, avec une profondeur maximale de 521 mètres. Il baigne les dèmes (municipalités) d'Aristotelis, Sithonie et la République monastique du mont Athos, ainsi que les îles d'Ammoulianí et de Diáporos.

## Histoire
À la fin du Ve siècle av. J.-C., le golfe Singitique est brièvement relié au golfe de Iérissos (ouvrant lui-même sur le golfe Strymonique), de l'autre côté de l'Aktè, lors du creusement du canal de Xerxès.